# Hypolimnas lassinassa
Hypolimnas lassinassa är en fjärilsart som beskrevs av Montrouzière. Hypolimnas lassinassa ingår i släktet Hypolimnas och familjen praktfjärilar. Inga underarter finns listade i Catalogue of Life.